# أرسكين باترفيلد
أرسكين باترفيلد (بالإنجليزية: Erskine Butterfield) هو عازف بيانو وكاتب أغاني ومغن مؤلف أمريكي، ولد في 9 فبراير 1913 في سيراكيوز في الولايات المتحدة، وتوفي في 11 يوليو 1961 في نيويورك في الولايات المتحدة.

## وصلات خارجية
- أرسكين باترفيلد على موقع ميوزك برينز (الإنجليزية)
- أرسكين باترفيلد على موقع ديسكوغز (الإنجليزية)